# 常安寺 (宮古市)
常安寺（じょうあんじ）は、岩手県宮古市にある曹洞宗の寺院。山号は宮古山。華厳院の末寺。

## 概要
1580年（天正8年）に、華厳院六世･三叟義門が舘合に創建したが、1611年（慶長16年）、慶長三陸地震の大津波で流されたことから、1625年（寛永2年）に現在地に再建された。当寺七世･霊鏡竜湖の時代、1716年（享保元年）には大修理が加えられている。また天和年間（1681年から1684年）において霊鏡竜湖が当寺東にある海岸を「さながら極楽浄土のごとし」と感嘆したことから浄土ヶ浜と命名された。毎年、浄土ヶ浜まつりの４月29日に、当寺が安全祈願の霊鏡祭を行っている。

## 文化財
当寺本堂の欄間彫刻は龍、獅子、天女が透かし彫りされ、色彩豊かに彩られている。1815年（文化12年）に早野定右衛門より寄進された。彫師は当地出身の宮大工、直蔵。市から有形文化財に指定されている。

## 現地情報
- 所在地
  - 岩手県宮古市沢田4-11
- 交通アクセス
  - 山田線、三陸鉄道リアス線 宮古駅より徒歩約17分
  - 三陸縦貫自動車道宮古中央インターチェンジより車で10分
- 駐車場
  - あり
- 周辺
  - 道の駅みやこ
  - 浄土ヶ浜